# Ferula kokanica
Espèce
Synonymes
- Ferula schugnanica B.Fedtsch., 1902[1],[2]

Ferula kokanica est une espèce de plantes à fleurs de la famille des Apiaceae, originaire d'Asie centrale et du sud. La plante serait l'une des sources possibles du galbanum, une gomme-résine utilisée en médecine traditionnelle et en parfumerie.

## Description

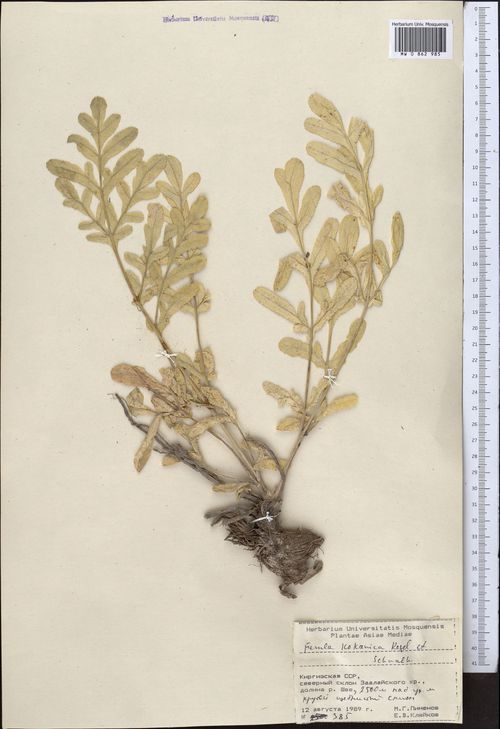
Spécimen d'herbier de Ferula kokanica (feuilles). Collecté au Kirghizstan.

Ses feuilles sont divisées en deux pennes, glabres ; les segments sont oblongs ; la marge des feuilles est dentelée. Les feuilles ressemblent beaucoup à celles de Ferula jaeschkeana. Comme toutes les espèces de Férules, Ferula kokanica a des fleurs jaunes disposées en ombelles.

## Répartition
C'est une espèce endémique d'Asie centrale et du sud. Elle est indigène en Afghanistan, au Kirghizstan, au Tadjikistan, en Ouzbékistan, et dans l'ouest de l'Himalaya. 

## Taxonomie
Cette espèce est décrite en premier par les botanistes allemands Eduard August von Regel et Johannes Theodor Schmalhausen en 1877, qui la classent dans le genre Ferula sous le nom binominal Ferula kokanica. Elle a également été décrite sous le synonyme Ferula schugnanica par le russe Boris Alexjewitsch Fedtschenko en 1902. Le nom correct est cependant le plus ancien, soit Ferula kokanica,.

## Composants
À partir d'un extrait alcoolique des racines de Ferula kokanica, recueillies dans la région du village d'Oman-kutan (province de Samarkand en Ouzbékistan), ont été isolées de la polyanthinine, mogoltadone, gummosine, kellerine, feshurine et de l'umbelliférone, et deux nouvelles coumarines : la désacétylkellerine et la kokanidine.